# Pseudohadena pseudocommoda
Pseudohadena pseudocommoda är en fjärilsart som beskrevs av Charles Boursin 1963. Pseudohadena pseudocommoda ingår i släktet Pseudohadena och familjen nattflyn. Inga underarter finns listade.